# Amsterdam Swim Cup 2010
De Amsterdam Swim Cup 2010 was een internationale zwemwedstrijd die van 25 tot en met 28 maart 2010 in het Sloterparkbad in Amsterdam werd gehouden. De wedstrijden vonden plaats in een 50 meterbad. Twee wedstrijden telden voor de Nederlandse zwemmers mee voor de kwalificatie voor de Europese kampioenschappen zwemmen 2010 in Boedapest, dat waren de Swim Cup Eindhoven 2009 en de Amsterdam Swim Cup 2010.

## Wedstrijdschema
Hieronder het geplande tijdschema van de wedstrijd, alle aangegeven tijdstippen zijn Midden-Europese Tijd.
| Donderdag 25/03 | Vrijdag 26/03 | Zaterdag 27/03 | Zondag 28/03 |
| --- | --- | --- | --- |
| Series - vanaf 9:00 uur | | | |
| 200 m vrij vrouwen 50 m vlinder mannen 50 m school vrouwen 200 m school mannen 50 m rug vrouwen 200 m rug mannen 400 m wissel mannen 1500 m vrij vrouwen | 200 m vrij mannen 100 m rug vrouwen 100 m vlinder mannen 100 m school vrouwen 200 m wissel mannen 100 m vlinder vrouwen 400 m wissel vrouwen 800 m vrij mannen | 50 m vrij mannen 200 m vlinder vrouwen 200 m vlinder mannen 50 m rug mannen 200 m wissel vrouwen 50 m school mannen 100 m vrij vrouwen 400 m vrij mannen 800 m vrij vrouwen | 50 m vlinder vrouwen 100 m rug mannen 200 m rug vrouwen 100 m school mannen 200 m school vrouwen 100 m vrij mannen 50 m vrij vrouwen 400 m vrij vrouwen 1500 m vrij mannen |
| Finales - vanaf 17:00 uur | Finales - vanaf 17:00 uur | Finales - vanaf 17:00 uur | vanaf 16:00 uur |
| 200 m vrij vrouwen 50 m vlinder mannen 50 m school vrouwen 200 m school mannen 1500 m vrij vrouwen 400 m wissel mannen 50 m rug vrouwen 200 m rug mannen | 200 m vrij mannen 100 m rug vrouwen 100 m vlinder mannen 400 m wissel vrouwen 800 m vrij mannen 100 m school vrouwen 200 m wissel mannen 100 m vlinder vrouwen | 50 m vrij mannen 200 m vlinder vrouwen 200 m vlinder mannen 800 m vrij vrouwen 50 m rug mannen 200 m wissel vrouwen 400 m vrij mannen 50 m school mannen 100 m vrij vrouwen | 50 m vlinder vrouwen 100 m rug mannen 200 m rug vrouwen 1500 m vrij mannen 200 m school vrouwen 100 m school mannen 400 m vrij vrouwen 100 m vrij mannen 50 m vrij vrouwen |

## EK-kwalificatie
De technisch directeur van de KNZB, Jacco Verhaeren, stelde onderstaande limieten vast voor deelname aan de EK 2010 in Boedapest. Zeven zwemmers ontvingen op basis van hun prestaties in 2009 een beschermde status. Daarnaast wisten drie zwemmers zich te kwalificeren tijdens de Swim Cup in Eindhoven.

### Limieten
| Afstand          | Mannen   | Vrouwen  | Afstand          | Mannen  | Vrouwen |
| ---------------- | -------- | -------- | ---------------- | ------- | ------- |
| 50m vrije slag   | 22,26    | 25,17    | 50m schoolslag   | 27,95   | 31,77   |
| 100m vrije slag  | 49,21    | 54,69    | 100m schoolslag  | 1.01,04 | 1.09,03 |
| 200m vrije slag  | 1.48,29  | 1.58,79  | 200m schoolslag  | 2.12,80 | 2.28,82 |
| 400m vrije slag  | 3.48,49  | 4.10,67  | 50m vlinderslag  | 23,74   | 26,72   |
| 800m vrije slag  | 7.57,01  | 8.33,49  | 100m vlinderslag | 52,74   | 59,12   |
| 1500m vrije slag | 15.09,06 | 16.32,71 | 200m vlinderslag | 1.57,54 | 2.10,00 |
| 50m rugslag      | 25,52    | 28,80    | 200m wisselslag  | 2.01,52 | 2.14,92 |
| 100m rugslag     | 54,97    | 1.01,80  | 400m wisselslag  | 4.17,85 | 4.44,12 |
| 200m rugslag     | 1.59,49  | 2.12,68  |                  |         |         |

### Gekwalificeerden

#### Mannen
| Zwemmer               | Afstand(en) |
| --------------------- | ----------- |
| Sebastiaan Verschuren | 200 m vrij  |
| Nick Driebergen       | 200 m rug   |
| Job Kienhuis          | 1500 m vrij |

#### Vrouwen
| Zwemster            | Afstand(en)                           |
| ------------------- | ------------------------------------- |
| Marleen Veldhuis    | 50 en 100 m vrij, 50 en 100 m vlinder |
| Ranomi Kromowidjojo | 50 en 100 m vrij, 50 m rug            |
| Femke Heemskerk     | 200 m vrij                            |
| Hinkelien Schreuder | 50 m rug en 50 m vlinder              |
| Moniek Nijhuis      | 50 m school                           |
| Inge Dekker         | 50 en 100 m vlinder                   |

### Behaalde limieten tijdens Swim Cup
| Datum         | Zwemmer               | Afstand               | Tijd    |
| ------------- | --------------------- | --------------------- | ------- |
| 26 maart 2010 | Joeri Verlinden       | 100 m vlinderslag (m) | 52,48   |
| 27 maart 2010 | Bastiaan Lijesen      | 50 m rugslag (m)      | 25,21   |
| 27 maart 2010 | Nick Driebergen       | 50 m rugslag (m)      | 25,51   |
| 27 maart 2010 | Lennart Stekelenburg  | 50 m schoolslag (m)   | 27,76   |
| 27 maart 2010 | Robin van Aggele      | 50 m schoolslag (m)   | 27,83   |
| 28 maart 2010 | Sebastiaan Verschuren | 100 m vrije slag (m)  | 48,98   |
|               |                       |                       |         |
| 26 maart 2010 | Femke Heemskerk       | 100 m rugslag (v)     | 1.01,77 |
| 27 maart 2010 | Femke Heemskerk       | 100 m vrije slag (v)  | 54,44   |
| 28 maart 2010 | Hinkelien Schreuder   | 50 m vrije slag (v)   | 25,02   |

## Podia

### Legenda
- WR = Wereld record
- ER = Europees record
- NR = Nederlands record

### Mannen
| Onderdeel   | Goud                            | Goud     | Zilver                         | Zilver   | Brons                           | Brons    |
| ----------- | ------------------------------- | -------- | ------------------------------ | -------- | ------------------------------- | -------- |
| Vrije slag  |                                 |          |                                |          |                                 |          |
| 50 m        | Fabien Gilot Frankrijk          | 22,55    | Stefan Nystrand Zweden         | 22,67    | Alain Bernard Frankrijk         | 22,76    |
| 100 m       | Sebastiaan Verschuren Nederland | 48,98    | Fabien Gilot Frankrijk         | 49,40    | William Meynard Frankrijk       | 49,75    |
| 200 m       | Sebastiaan Verschuren Nederland | 1.47,39  | Joost Reijns Nederland         | 1.48,92  | Stefan de Die Nederland         | 1.49,28  |
| 400 m       | Arjen van der Meulen Nederland  | 3.54,43  | Luca Ferretti Italië           | 3.54,59  | Ward Bauwens België             | 4.01,45  |
| 800 m       | Luca Ferretti Italië            | 7.59,65  | Job Kienhuis Nederland         | 8.08,18  | Ward Bauwens België             | 8.17,54  |
| 1500 m      | Luca Ferretti Italië            | 15.16,22 | Job Kienhuis Nederland         | 15.33,56 | Manuel Schwarz Duitsland        | 16.06,42 |
| Rugslag     |                                 |          |                                |          |                                 |          |
| 50 m        | Camille Lacourt Frankrijk       | 25,03    | Bastiaan Lijesen Nederland     | 25,51    | Nick Driebergen Nederland       | 25,64    |
| 100 m       | Nick Driebergen Nederland       | 55,10    | Camille Lacourt Frankrijk      | 55,41    | Bastiaan Lijesen Nederland      | 55,50    |
| 200 m       | Nick Driebergen Nederland       | 1.58,70  | Kristian Kron Zweden           | 2.03,21  | Bastiaan Lijesen Nederland      | 2.04,21  |
| Schoolslag  |                                 |          |                                |          |                                 |          |
| 50 m        | Lennart Stekelenburg Nederland  | 27,82    | Robin van Aggele Nederland     | 27,90    | Giacomo Perez Dortona Frankrijk | 28,43    |
| 100 m       | Lennart Stekelenburg Nederland  | 1.01,57  | Robin van Aggele Nederland     | 1.01,86  | Giacomo Perez Dortona Frankrijk | 1.03,19  |
| 200 m       | Lennart Stekelenburg Nederland  | 2.15,65  | Thijs van Valkengoed Nederland | 2.16,95  | Federico Franciolini Italië     | 2.18,56  |
| Vlinderslag |                                 |          |                                |          |                                 |          |
| 50 m        | Jason Dunford Kenia             | 23,91    | Joeri Verlinden Nederland      | 23,95    | Robin van Aggele Nederland      | 24,13    |
| 100 m       | Joeri Verlinden Nederland       | 52,48    | Jason Dunford Kenia            | 53,01    | Jevgeni Korotysjkin Rusland     | 53,73    |
| 200 m       | Simon Sjödin Zweden             | 2.00,11  | Joeri Verlinden Nederland      | 2.00,44  | Alexandre Liess Zwitserland     | 2.01,66  |
| Wisselslag  |                                 |          |                                |          |                                 |          |
| 200 m       | Simon Sjödin Zweden             | 2.01,32  | Federico Turrini Italië        | 2.03,56  | Bram Dekker Nederland           | 2.03,62  |
| 400 m       | Federico Turrini Italië         | 4.20,09  | Simon Sjödin Zweden            | 4.21,52  | Ward Bauwens België             | 4.28,89  |

### Vrouwen
| Onderdeel   | Goud                            | Goud     | Zilver                         | Zilver   | Brons                           | Brons    |
| ----------- | ------------------------------- | -------- | ------------------------------ | -------- | ------------------------------- | -------- |
| Vrije slag  |                                 |          |                                |          |                                 |          |
| 50 m        | Ranomi Kromowidjojo Nederland   | 24,40    | Hinkelien Schreuder Nederland  | 25,02    | Inge Dekker Nederland           | 25,38    |
| 100 m       | Ranomi Kromowidjojo Nederland   | 53,44    | Femke Heemskerk Nederland      | 54,44    | Sarah Sjöström Zweden           | 54,73    |
| 200 m       | Sarah Sjöström Zweden           | 1.58,41  | Femke Heemskerk Nederland      | 1.58,81  | Inge Dekker Nederland           | 1.59,58  |
| 400 m       | Martina de Memme Italië         | 4.15,35  | Rieneke Terink Nederland       | 4.16,90  | Petra Granlund Zweden           | 4.18,25  |
| 800 m       | Martina de Memme Italië         | 8.48,88  | Sarah Köhler Duitsland         | 8.55,10  | Giulia de Fusco Italië          | 8.56,68  |
| 1500 m      | Sarah Köhler Duitsland          | 17.02,90 | Giulia de Fusco Italië         | 17.12,88 | Julie Ann Wessler Duitsland     | 17.33,06 |
| Rugslag     |                                 |          |                                |          |                                 |          |
| 50 m        | Hinkelien Schreuder Nederland   | 28,80    | Jenny Mensing Duitsland        | 29,63    | Anja van der Hout Nederland     | 29,88    |
| 100 m       | Femke Heemskerk Nederland       | 1.01,77  | Wendy van der Zanden Nederland | 1.02,30  | Jenny Mensing Duitsland         | 1.02,65  |
| 200 m       | Jenny Mensing Duitsland         | 2.11,57  | Femke Heemskerk Nederland      | 2.13,14  | Sharon van Rouwendaal Nederland | 2.13,40  |
| Schoolslag  |                                 |          |                                |          |                                 |          |
| 50 m        | Moniek Nijhuis Nederland        | 31,65    | Jennie Johansson Zweden        | 31,71    | Kerstin Vogel Duitsland         | 32,07    |
| 100 m       | Moniek Nijhuis Nederland        | 1.09,68  | Chiara Boggiatto Italië        | 1.09,99  | Elise Matthysen België          | 1.10,12  |
| 200 m       | Chiaro Boggiatto Italië         | 2.30,53  | Caroline Ruhnau Duitsland      | 2.32,65  | Lia Dekker Nederland            | 2.33,48  |
| Vlinderslag |                                 |          |                                |          |                                 |          |
| 50 m        | Sarah Sjöström Zweden           | 26,32    | Inge Dekker Nederland          | 26,33    | Mélanie Henique Frankrijk       | 26,80    |
| 100 m       | Inge Dekker Nederland           | 58,47    | Sarah Sjöström Zweden          | 59,10    | Kim Vandenberg Verenigde Staten | 59,80    |
| 200 m       | Kim Vandenberg Verenigde Staten | 2.11,01  | Petra Granlund Zweden          | 2.12,57  | Martina van Berkel Zwitserland  | 2.14,61  |
| Wisselslag  |                                 |          |                                |          |                                 |          |
| 200 m       | Sophie de Ronchi Frankrijk      | 2.15,07  | Lieke Verouden Nederland       | 2.16,59  | Kimberly Buys België            | 2.18,84  |
| 400 m       | Lieke Verouden Nederland        | 4.49,55  | Anat Zimin Israël              | 4.58,29  | Joëlle Scheps Nederland         | 5.01,13  |